# Ousmane Mohamed Diallo
Pour les articles homonymes, voir Diallo.
Ousmane Mohamed Diallo est un homme politique malien.

## Carrière politique
Il est ministre du Plan de juin 1986 à juin 1988,.

## Vie privée
Il est le mari de Diallo Madeleine Bâ, ancienne ministre.